# Tylko nocą
Tylko nocą – utwór muzyczny polskiego piosenkarza Krzysztofa Zalewskiego, pochodzący z jego piątego albumu studyjnego, Zabawa, z 2020 roku. 19 czerwca 2020 roku został wydany przez wydawnictwo Kayax na pierwszym promującym go singlu.

## Powstanie i wydanie
Kompozytorem i autorem tekstu utworu jest Krzysztof Zalewski. Jego miksowania i masteringu dokonał Rafał Smoleń. Piosenka reprezentuje muzykę elektroniczną. Urszula Korąkiewicz z Wirtualnej Polski napisała: „Utwór charakteryzuje, jak zawsze, silny, zadziorny wokal i swobodnie płynąca melodia, podbita podrywającym do tańca bitem”. Zalewski przyznał, że inspiracją dla utworu były wspólne występy z duetem elektronicznym Bass Astral x Igo podczas trasy koncertowej Męskie Granie 2019, po których „przesiąknął tym technem”.
Premiera utworu odbyła się 19 czerwca 2020 roku o północy w radiu RMF FM. Równocześnie singel trafił do sprzedaży cyfrowej i serwisów strumieniowych.

## Recenzje
Recenzent portalu Gazeta.pl napisał: „Musimy przyznać, że piosenka wpada w ucho niemal natychmiast. Nas kupiła już po pierwszej minucie”. Miłosz Musiał z serwisu All About Music ocenił singel: „Wbrew tytułowi, brzmi on powalająco nie tylko nocą”.

## Teledysk
Premiera teledysku do singla odbyła się 19 czerwca 2020 roku, równocześnie z premierą utworu. Wideoklip powstał przy współpracy z serwisem Allegro. Jego reżyserami są Marta Frączek i Piotr Onopa, który wcześniej reżyserował teledyski Zalewskiego do singli „Miłość miłość” (2016) i „Jednego serca” (2018). Wideoklip został nakręcony przez dwie noce w czerwcu 2020 roku w bieszczadzkim lesie. Oprócz Zalewskiego wystąpiła w nim choreografka Helena Ganjalyan, która przez trzy tygodnie przed nagraniem przygotowywała artystę do sekwencji tańca.

## Pozycje na listach przebojów
| Stacja                        | Notowanie                               | Najwyższa pozycja |        |
| ----------------------------- | --------------------------------------- | ----------------- | ------ |
| Polskie Radio Pomorza i Kujaw | Lista Przebojów Radia PiK               | 2                 | [ 10 ] |
| Polskie Radio Olsztyn         | Lista Przebojów Raga Top                | 47                | [ 11 ] |
| Polskie Radio Rzeszów         | Lista Przebojów Polskiego Radia Rzeszów | 7                 | [ 12 ] |
| Polskie Radio Szczecin        | Szczecińska Lista Przebojów             | 34                | [ 13 ] |
| Radio Victoria                | ALTERlista                              | 8                 | [ 14 ] |